# رسبان (القفر)

تعديل مصدري - تعديل

رسبان محلة تابعة لقرية صيحان، التابعة لعزلة بني عمر العالي بمديرية القفر إحدى مديريات محافظة إب في الجمهورية اليمنية، بلغ تعداد سكانها 123 حسب تعداد اليمن لعام 2004.